# The Mirror's Truth
Singles de In Flames
The Quiet Place
(2004) Alias
(2008)
The Mirror's Truth est le premier single de l'album A Sense of Purpose du groupe de death metal mélodique In Flames. Le single est sorti exclusivement en Europe le 7 mars 2008, chez Nuclear Blast.
Il contient 3 chansons supplémentaires qui ne figurent pas sur l'album. Elles sont présentes néanmoins sur l'édition japonaise de A Sense of Purpose. Abnegation, qui était sur la compilation Viva la Bands Vol.2, a été ré-enregistré.

## Liste des chansons
| No | Titre              | Durée |
| -- | ------------------ | ----- |
| 1. | The Mirror's Truth | 3:02  |
| 2. | Eraser             | 3:22  |
| 3. | Tilt               | 3:49  |
| 4. | Abnegation         | 3:43  |

## Anecdote
On retrouve la chanson The Mirror's Truth dans le jeu vidéo Madden NFL 09.